# Siegfried Topf
Siegfried Topf (* 1927 in Erfurt) ist ein ehemaliger deutscher Radrennfahrer und nationaler Meister im Radsport.

## Sportliche Laufbahn
Topf begann 1942 im Verein Falke 1896 Erfurt mit dem Radsport. Er war als Jugendfahrer vor allem bei Bahnrennen erfolgreich. 1949 wurde er mit der Mannschaft der BSG Fortuna Erfurt, in der auch Georg Stoltze und Bruno Zieger fuhren, Meister der Ostzone in der Mannschaftsverfolgung. Im selben Jahr gewann er im Trikot der BSG KWU Erfurt die Ostzonen-Meisterschaft im Mannschaftszeitfahren (u. a. mit Paul Scherner) auf der Straße. 1950, bei den ersten DDR-Bahnmeisterschaften, wurde sein Vierer Zweiter. 1952 startete er in der Mannschaft der SV Post des späteren Gesamtsiegers Erich Schulz und belegte mit dem 82. Rang aber einen der letzten Plätze. Später bestritt Topf viele Jahre lang Seniorenrennen und war als Funktionär in der BSG Robotron Optima Erfurt tätig.